# Prvenstvo Jugoslavije (1931/1932)
Prvenstvo Jugoslavije (1931/1932) było 10. edycją najwyższej piłkarskiej klasy rozgrywkowej w Jugosławii. W rozgrywkach brało udział 8 zespołów, grając systemem pucharowym. Tytułu nie obroniła drużyna BSK Beograd. Nowym mistrzem Jugosławii został zespół Concordia Zagrzeb. Tytuł króla strzelców zdobył Svetislav Valjarević, który w barwach klubu Concordia Zagrzeb strzelił 10 goli.

## Ćwierćfinały
- Jugoslavija Belgrad - FK Vojvodina 5-2, 4-2
- Concordia Zagrzeb - Viktorija Zagrzeb 3-0, 7-3
- BSK Beograd - BASK Beograd 3-1, 3-1
- Hajduk Split - Građanski Zagrzeb 3-0, 2-2

## Półfinały
- Concordia Zagrzeb - Jugoslavija Belgrad 0-0, 6-1
- Hajduk Split - BSK Beograd 0-0, 3-0

## Finał
- Concordia Zagrzeb - Hajduk Split 2-1, 2-1

Zespół Concordia Zagrzeb został mistrzem Jugosławii.